# 阿爾克戰役
阿爾克戰役（法語：Bataille d'Arques）于1589年9月15日至18日，发生在胡格诺战争期间，纳瓦爾的亨利，即當時的法王亨利四世获得勝利。他率领七千雨格诺派的军队击败了由馬耶納公爵統率的天主教聯盟（2.3萬人），他的军队获胜后嘗試第一次進攻巴黎。
該戰役地點的阿爾克（或阿克）離法國西北的迪耶普1.5里，經亨利臨時強化防禦後，成為易守難攻的強力據點。

## 戰爭過程

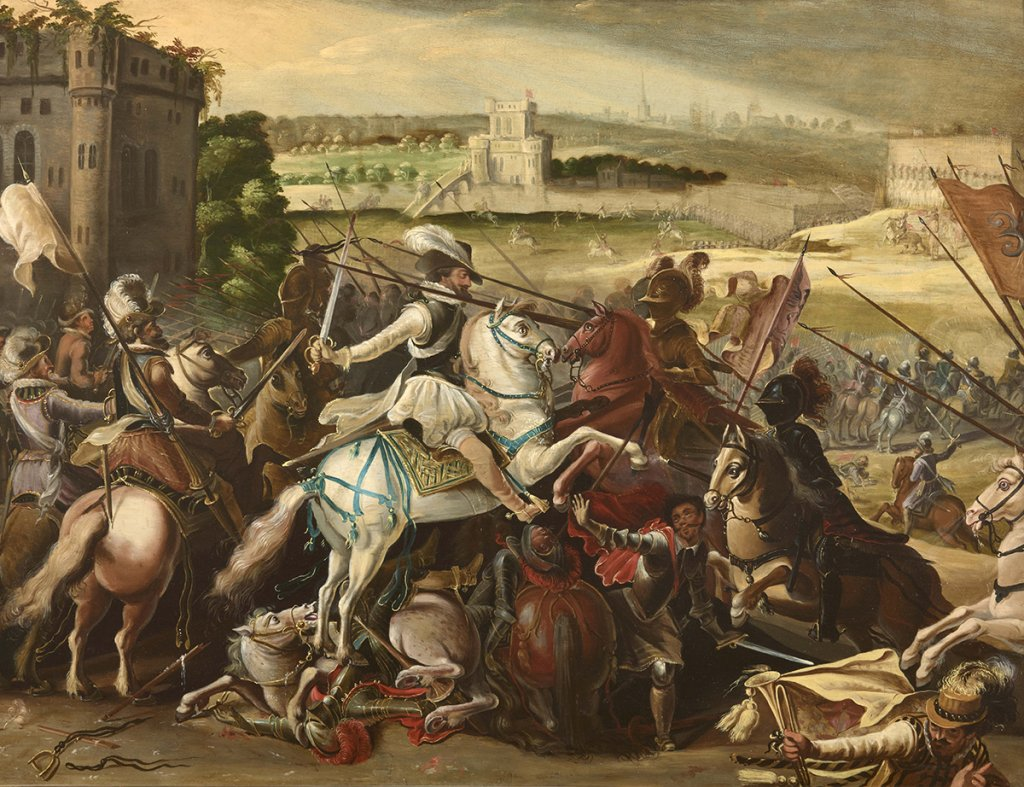
亨利四世在阿爾克戰役的英勇作戰

當亨利三世於1589年8月1日被刺殺的消息传遍法国时，全国只有5个大城市承认亨利‧那瓦尔为新国王。全法国有近2/3的人坚决反对一个胡格诺教徒当国王，其中巴黎尤为强烈。而天主教聯盟的統率──馬耶納公爵則宣布新國王為波旁家族的老樞機主教查理·波旁，稱「查理十世」，獲得許多法國中上層人士的支持（人數遠多於支持亨利‧那瓦尔的數量）；而馬耶納自己則是王國攝政，繼續扼殺胡格諾與亨利‧那瓦尔的「神聖事業」。
原本亨利三世與亨利‧那瓦尔組成聯軍剛將巴黎包圍起來，結果亨利三世的死亡，使一半的天主教贵族离弃亨利‧那瓦尔、返回自己的封地與城堡，有些人甚至轉投到天主教聯盟一邊。當時新的王家部隊军心大乱，相反地巴黎人却士气高涨，他们相信這是上帝惩罚了昏君亨利三世、讓巴黎人從軍事包圍中解救出來。
亨利‧那瓦尔認識到以自己现在的军队是打不下巴黎的。但幸好英格兰女王伊丽莎白同意派遣援军支援亨利（起初，英格兰议会并不同意女王干涉法国内战，但是女王知道如果不干涉，法国多半会被死敌西班牙控制。最终女王以一句“法兰西倒塌之时就是英格兰灭亡之日”说服议会，这也体现了伊丽莎白女王的高瞻远瞩）。亨利於是將自己的一萬軍隊撤离巴黎，轉向诺曼底进军，以便盡早得到英格兰的援助。他靠近迪耶普時，迪耶普總督率軍支援並向他效忠。
行军时亨利意外的发现马耶纳公爵正率领一支大军在追赶自己。此时亨利手中只有七千人，因为他之前派出两支军队前去抢占皮卡迪（法国北部省份）与香槟（法国东北省份）地区。出乎亨利意料的是马耶纳公爵的军队竟然有兩萬三千人，是自己的三倍多。亨利马上命令军队转移到離迪耶普1.5里的阿克丘陵駐紮，这个地方周围遍布森林、溝壑、沼泽还有一座废弃的城堡，是个足以死守的地方。亨利命人深挖壕沟，高筑土垒还修补了波萊堡，在波萊堡可以俯瞰迪耶普城。
天主教联盟军到來後，開始對阿克軍營和波萊堡發動進攻。由于亨利占了地利，天主教联盟军发挥不出人数的优势，几次强攻之后天主教联盟军死伤甚多，但也消耗掉新教軍的戰力，新教大將敘利公爵向國王疾呼，要求援兵，情勢對亨利越發不利。就在此时一支英國艦隊給亨利運來糧餉和軍需（伊丽莎白女王慷慨的派遣了4,000援军，2.2万英镑的金钱，7万磅火药以及鞋子、食物和酒），而比隆公爵的英勇反擊也讓遭受砲擊而稍撤的舊教軍陷入混亂潰散。馬耶納於是撤營，在繞了一個大圈後又在迪耶普城和阿克之間紮營，與他最初的宿營地剛好相對應。而亨利對敵軍的行動早有防備，他將主力軍帶回了迪耶普城內。
馬耶納不敢輕易發動總攻，但他進行的小股軍事行動只對國王軍有利，不久一支由蘇格蘭人和英格蘭人組成的軍隊又登陸迪耶普去支援亨利，而亨利之前派遣的两只远征军在听闻主力被围之后也及时回援，胡格诺军此时重振军心。喪氣的马耶纳公爵害怕自己的军队被反包围，只好在付出惨痛代价之后向索姆河撤退。
险些被围困的亨利‧那瓦尔可說是捡回了一命，他在写给伊丽莎白女王的信中感激的称呼对方「我敬爱的英格兰姐姐」（实际上就年龄而言，伊丽莎白比亨利大20岁）。女王则回信鼓励自己的国王“弟弟”要再接再厉，自己会全力支援。

## 結果與傷亡
此役天主教聯盟損失最重，可能戰死5,000人以上；王室軍則有超過一半的人數——2,500多人戰死或重傷、逃亡，但他們成功地撐到了援軍來的那一刻。阿克戰役以亨利‧那瓦尔的慘勝收場，之後亨利趁馬耶納敗退後一時間旗鼓難振的機會，先佔諾曼第，後向巴黎進軍試圖包圍首都，但亨利在朝巴黎前進的途中，再次遇上馬耶那的聯軍，於是有了1590年的伊夫里戰役。